# Литвин Юрій Тимонович
Ю́рій Тимо́нович Литви́н (26 листопада 1934, Ксаверівка, Васильківський район, Київська область, Українська РСР, СРСР — 5 вересня 1984, Чусовий, Пермська область, РРФСР, СРСР) — український поет, письменник, журналіст та правозахисник. Політв'язень совєтських концтаборів. Кавалер Ордена «За мужність» I ступеня (2006, посмертно).

## Життєпис
Народився 26 листопада 1934 року у селі Ксаверівці Васильківського району Київської області в сім'ї сільських вчителів. Батько воював на фронті, згодом партизанив у загоні Сидора Ковпака. Помер від ран 1944 року. Мати з сином перебралася в село Барахти Васильківського району Київської області.
Після закінчення семирічної школи пішов навчатись до гірничо-промислової школи в місто Шахти Ростовської області, але через хворобу покинув її і повернувся до села. Згодом працював на Донбасі. З юнацьких літ цікавився українською літературою і національною культурою.
В 1953–1955 роках відбував перше ув'язнення на будівництві Куйбишевської гідроелектростанції.
Невдовзі після звільнення 14 квітня 1956 року був заарештований вдруге, звинувачений у створенні підпільної націоналістичної організації «Група Визволення України» і засуджений до 10 років позбавлення волі. Покарання відбував у таборах Мединь і Вихорівка («Озерлаг», Іркутська область) і мордовських таборах для політв'язнів.
В ув'язненні писав вірші українською і російською мовами та закінчив в 1965 році збірку «Трагическая галерея» (розповідь про злочини тоталітарної системи проти українського народу). Незабаром всі поезії були вилучені під час обшуку.
Після звільнення в червні 1965 року був змушений через переслідування переїхати до Красноярська. 14 листопада 1974 року його знову заарештували і засудили за статею 187-1 («Наклепницькі вигадки, що ганьблять совєтську державу і суспільний лад»).
У листопаді 1977 року Литвин, тільки звільнившись з ув'язнення, став членом Української Громадської Групи сприяння виконанню Гельсінських угод і продовжив боротьбу проти тоталітарного режиму в Україні. У квітні 1979 року завершив статтю «Правозахисний рух в Україні. Його засади і перспективи», в якій виробив політичну програму українського правозахисного руху.
5 липня 1979 року важко хворого Литвина заарештовують знову, звинувачують у веденні «антисовєтської агітації і пропаганди» та засуджують до 10-річного ув'язнення і 5 років заслання. З травня 1982 року відбував покарання у таборах суворого режиму (селах Кучино, Половинка, Всесвятське Пермської області), де перебувала більшість учасників українського правозахисного руху.
24 серпня 1984 року Юрія Литвина знайшли в камері із розрізаним животом. 5 вересня 1984 року він помер у лікарні міста Чусового Пермської області.

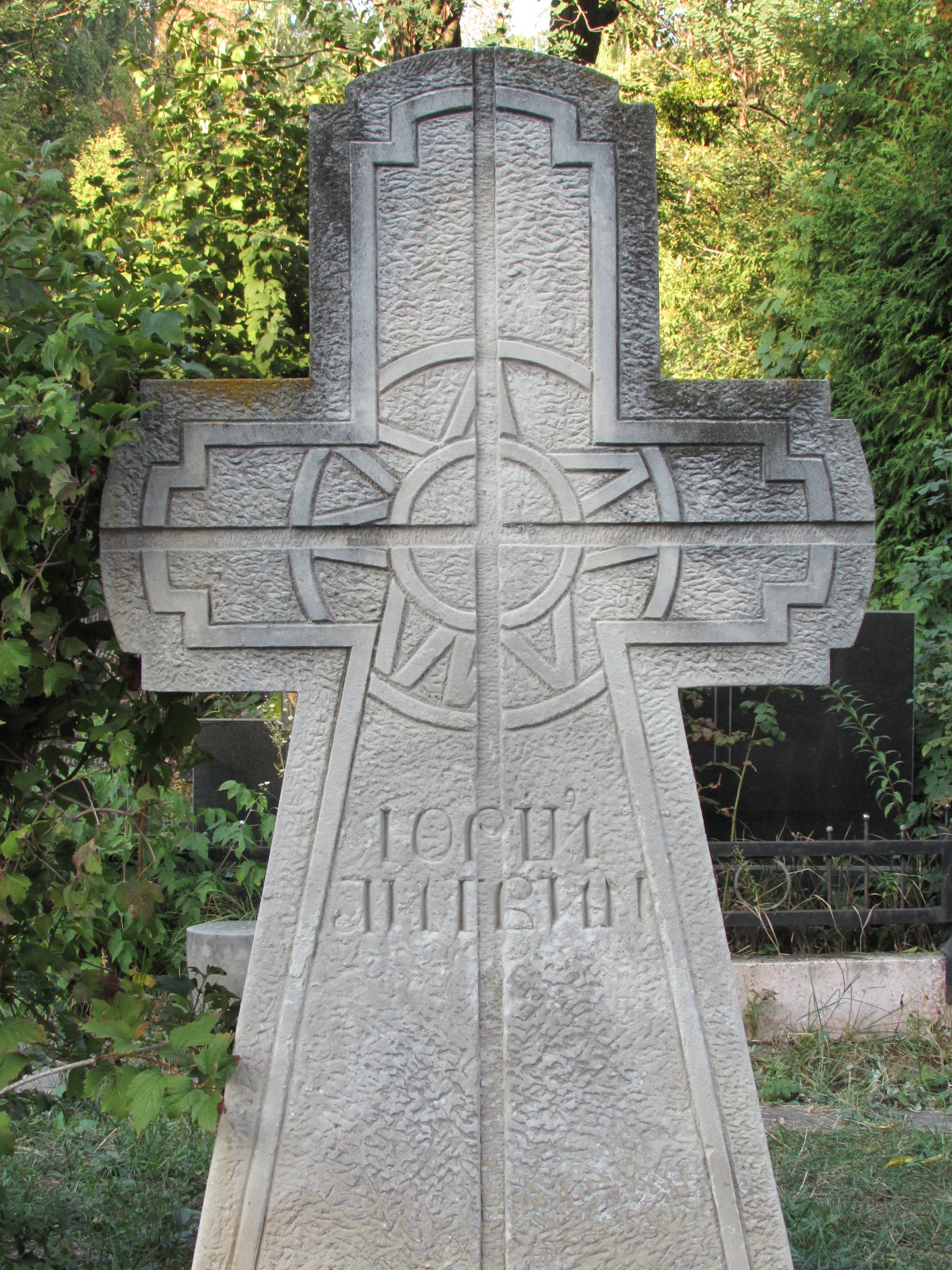
Могила Юрія Литвина

У листопаді 1989 року прах Юрія Литвина, Василя Стуса і Олекси Тихого був перевезений до Києва і з почестями похований на Байковому кладовищі (ділянка № 33).

## Книги
Автор книг:
- «Рабочее дело»;
- «Безумец»;
- «Поема о подснежниках».

## Нагороди
Указом Президента України № 937/2006 від 8 листопада 2006 року «Про відзначення державними нагородами України засновників та активістів Української Громадської Групи сприяння виконанню Гельсинських угод» за громадянську мужність, самовідданість у боротьбі за утвердження ідеалів свободи і демократії та з нагоди 30-ї річниці створення Української Громадської Групи сприяння виконанню Гельсинських угод Юрія Литвина нагороджено орденом «За мужність» I ступеня (посмертно).

## Вшанування пам'яті
- У Василькові існує вулиця Юрія Литвина (колишня Куйбишева). 50°10′21″ пн. ш. 30°21′36″ сх. д. / 50.17240972391744° пн. ш. 30.360073379425682° сх. д.
- У Тарасівці існує вулиця Юрія Литвина (раніше Жовтневої революції)
- У Калуші існує вулиця Юрія Литвина.